# شركة مياه الشرب والصرف الصحي بالقليوبية
شركة مياه الشرب والصرف الصحى بالقليوبية واحده من الشركـات التابعة للشركة القابضة لمياه الشــرب والصرف الصحــي واللي صدر بإنشائها قرار رئيس الجمهورية رقم 135 سنة 2004 ومقرها الأداري داخل مدينة بنها بمحافظة القليوبية.

## شركة مياه الشرب والصرف الصحى بالقليوبية
- يغطي نشاط الشركة جميع مدن وقري محافظة القليوبية البالغ عددها 9 مدينة & 7 مراكز & 45 وحدة محلية & 197 قرية رئيسية & 911 عزبة
- وتضم الشركة عدد 6 محطات مياه مرشحة كبرى، 9 محطات مياه مرشحة صغرى، 20 محطة مدمجة، 150 محطة ارتوازية بالإضافة إلي شبكات المياه التي تزيد عن 5481.7 كم، فضلا عن محطات رفع الصرف الصحي والتي يبلغ عددها 84 محطة قائمة وجاري تنفيذ عدد71 محطة رفع، وعدد 13 محطة معالجة قائمة و جاري تنفيذ عدد 3 محطات معالجة فضلا عن أكثر من 1431 كم شبكات انحدار وخطوط الطرد التي تزيد عن 528 كم.
- ويبلغ إجمالي عدد العاملين المنتدبين والمعارين 5220 موظف.

## تاريخ الإنشاء
1. صدر قرار رئيس الجمهورية رقم 135 لسنة 2004 بإنشاء شركة قابضة لمياه الشرب والصرف الصحي والشركات التابعة لها.
2. صدر قرار رئيس الجمهورية رقم 249 لسنة 2006 بشأن نقل أصول مرافق مياه الشرب والصرف الصحي إلى الشركة القابضة لمياه الشرب والصرف الصحي.
3. أصدار وزير الإسكان والمرافق والمجتمعات العمرانية رقم 126 لسنة 2011 بالترخيص لتأسيس شركة مساهمة مصرية تابعة لمياه الشرب والصرف الصحي لمحافظة القليوبية.
4. وقام رئيس الشركة القابضة بأصدار القرار رقم 7 لسنة 2012 بتاريخ 2013/1/12 بتشكيل مجلس إدارة شركة مياه الشرب والصرف الصحي بالقليوبية.
5. وصدر قرار محافظ القليوبية رقم 144 لسنة 2012 بندب العاملين الدائمين للعمل بشركة مياه الشرب والصرف الصحي بالقليوبية لمدة ستة أشهر اعتباراً من 2012/5/1
6. وفي عام 2012 صدر قرار محافظ القليوبية رقم 255 بإعارة العاملين المؤقتين للعمل بالشركة.
7. وتم نقل العمالة الدائمة إلي الشركة اعتباراً من 2014/7/1 بعد صدور قرار المحافظ القليوبية رقم (335) ب.

## المشروعات القومية للشركة
- توريد وتركيب عدد 3 كم مواسير بلاستك بمدينة الخصوص بتاريخ 29/10/2013.
- إحلال وتجديد شبكة مياه بنها بتاريخ بتاريخ 5/8/2013
- إحلال و تجديد شبكة مياه مدينة كفر شكر بتاريخ 25/8/2013.
- إحلال و تجديد شبكة مياه مدينة شبين القناطر بتاريخ 30/12/2013.
- إحلال و تجديد شبكات صرف صحي مركز بنها بالملاحق بتاريخ 25/8/2013.
- إحلال و تجديد شبكات صرف صحي بمدينة طوخ بتاريخ 19/9/2013.
- إحلال و تجديد شبكات صرف صحي بمدينة كفر شكر بتاريخ 10/7/2013.
- إحلال وتجديد شبكات صرف صحي بمدينة الخانكة 19/8/2013.
- إحلال و تجديد شبكات صرف صحي لمحطة بلقس بتاريخ 27/8/2013
- إحلال و تجديد شبكة خط صرف صحى مصطفي زينهم حتي شارع اللواء حى غرب شبرا بتاريخ 4/9/2013 [1]
- عمل خط طرد وتوريد طلمبات غاطسة وتعديل بيارات الصرف الصحى بقرية الشموت بتاريخ 2/7/2013 [2]